# Vilhelm Dyberg
Vilhelm Dyberg, född den 16 juni 1860 i Varberg, död den 31 augusti 1949 i Stockholm, var en svensk jurist.
Dyberg avlade hovrättsexamen i Uppsala 1886. Han blev vice häradshövding 1889, notarie i kammarkollegiet 1896, advokatfiskal 1900 och kammarråd 1901. Dyberg var justitieråd 1910–1930. Han blev riddare av Nordstjärneorden 1903, kommendör av första klassen av samma orden 1913 och  kommendör med stora korset 1920.